# Max de Vaucorbeil
Pour les articles homonymes, voir Vaucorbeil.
Max Adolphe Théodore Auguste Romberg dit Max de Vaucorbeil né le 22 décembre 1901 à Bruxelles et mort le 2 avril 1982 dans la Clinique Plein-Ciel de Mougins, est un réalisateur français d'origine belge.
Il a réalisé le premier film français en couleurs, Le Mariage de Ramuntcho sorti en 1947.

## Biographie
Fils du peintre orientaliste belge naturalisé français Maurice Romberg (1862-1943), petit-fils du compositeur français et directeur de l'opéra de Paris Auguste Vaucorbeil (1821-1884), Max de Vaucorbeil fut élève au sein de l'école des sciences politiques de Paris.
Max Romberg obtint son brevet de préparation militaire en 1923 et effectua son service militaire dans l'Aéronautique militaire comme officier de réserve ; ayant obtenu le grade de sous-lieutenant, il fut affecté au 22e Régiment d'aviation de bombardement nocturne à partir de 1924. Lieutenant de réserve depuis 1927, il fut rappelé, certainement à la mobilisation, et servit au sein du Secteur de l'Air n°3, comme officier d'état-major. Le 11 juin 1940, il réalisa une mission de liaison comme observateur, à bord d'un avion estafette, qui fut abattu par l'infanterie allemande. Le pilote et Max Romberg s'en sortirent indemnes mais furent capturés. Toutefois, après seize jours de captivité, Max Romberg parvint à s'évader et à rejoindre les lignes françaises ! Il fut cité à l'ordre de l'armée et décoré de la Croix de Guerre avec palme, comme son pilote, un sergent nommé Masurel, resté aux mains de l'ennemi.

## Filmographie

### Comme réalisateur
- 1930 : Le Chemin du paradis
- 1931 : Princesse, à vos ordres
- 1931 : Le Capitaine Craddock
- 1932 : Une idée folle
- 1932 : Cœurs joyeux
- 1932 : Ma femme... homme d'affaires
- 1933 : Une fois dans la vie
- 1933 : Une faible femme
- 1934 : Mam'zelle Spahi
- 1934 : La Garnison amoureuse
- 1937 : L'Escadrille de la chance
- 1938 : Alexis gentleman chauffeur
- 1943 : Mademoiselle Béatrice
- 1947 : Le Mariage de Ramuntcho
- 1956 : Les étoiles ne meurent jamais

### Comme assistant-réalisateur
- 1928 : La Danseuse Orchidée de Léonce Perret
- 1932 : La Petite de Montparnasse (Das Mädel vom Montparnasse) de Franz Schulz
- 1953 : Les Vitelloni / I Vitelloni, de Federico Fellini